# هجمات السيدة زينب 2016
هجمات السيدة زينب 2016 هي عدة من الهجمات هزت منطقة السيدة زينب في ريف دمشق الجنوبي في سوريا أسفرت عن مقتل عشرات من المدنيين وجرح مئات منهم.

## تفجيران 31 يناير
في يوم يوم الأحد 31 يناير 2016 حدث تفجيران هزا منطقة السيدة زينب في ريف دمشق الجنوبي في سوريا أسفرا عن مقتل 60 شخص وجرح 110 آخرين، في حين أعلن تنظيم الدولة الإسلامية أن اثنين من عناصره نفذا الهجوم.

### تبني العمليات
أعلن تنظيم الدولة الإسلامية أن اثنين من عناصره نفذا الهجوم.

### ردود الفعل

#### المحلية
أدان مجلس الوزراء السوري التفجيرات الإرهابية التي وقعت في منطقة السيدة زينب في ريف دمشق والتي أدت إلى استشهاد وجرح عدد من المواطنين الأبرياءوأكد الدكتور وائل الحلقي رئيس مجلس الوزراء أن «هدف هذه الأعمال الإرهابية الجبانة واليائسة رفع معنويات التنظيمات الإرهابية المدحورة والمهزومة بفضل الانتصارات الكبرى التي يحققها جيشنا الباسل في جميع المناطق والتي أدت إلى انهيار هذه التنظيمات ودحرها».

#### الدولية
- فلسطين: دانت جبهة التحرير الفلسطينية التفجير «الإرهابي» في في بلدة السيدة زينب بريف دمشق، معربة عن تضامنها مع أبناء الشعب السوري الضحايا الأبرياء وذويهم.[3]
- العراق: ادانت وزارة الخارجية العراقية بشدة التفجيرات التي استهدف منطقة السيدة زينب جنوبي دمشق وقتلت واصابت العشرات وقال المتحدث باسم الوزارة احمد جمال في بيان صحفي اليوم الاثنين، ان وزارة الخارجية تدين بشدة العمل الإرهابي المجرم الذي أودى بحياة العشرات من المواطنين الابرياء مضيفا ان استمرار تنظيم “داعش” في عملياته ضد الابرياء المدنيين دليل على همجية افكاره وبشاعتها وابتعادها عن القيم الإنسانية.[4]
- إيران: أدانت وزارة الخارجية الإيرانية بشدة التفجيرات الإرهابية في بلدة السيدة زينب بريف دمشق والتي أدت إلى استشهاد وجرح عشرات المواطنين.[5]
- الاتحاد الأوروبي: اعربت الممثلة العليا للسياسة الخارجية والأمنية بالاتحاد الأوروبي فيديريكا موغيريني عن ادانتها التفجيرات الثلاثة التي وقعت في بلدة “السيدة زينب” جنوب العاصمة السورية دمشق والتي خلفت أكثر من عشرات الشهداء والجرحى. وقالت في بيان صحافي ان هذه الهجمات التي تبناها تنظيم “داعش” تهدف إلى اعاقة محاولات اطلاق عملية سياسية.[6]

## تفجير مزدوج 11 يونيو
سقط عشرات القتلى والجرحى في تفجيرين إرهابيين، صباح السبت 11 يونيو/حزيران في منطقة السيدة زينب في ريف دمشق الأول نفذه انتحاري بحزام ناسف عند مدخل بلدة السيدة زينب باتجاه الذيابية والثاني بسيارة مفخخة في شارع التين.

### خسائر
أعلن المرصد السوري لحقوق الإنسان عن ارتفع عدد القتلي إلى 20 على الأقل قضوا وإصابة آخرين جراء تفجيرين استهدفا ريف دمشق الجنوبي، و13 شخص من بين هؤلاء القتلي من المدنيين على الأقل والبقية من عناصر قوات النظام والمسلحين الموالين لها، ولا يزال عدد الذين قضوا وقتلوا قابلاً للارتفاع لوجود عدد كبير من الجرحى بعضهم في حالات خطرة.

### العملية
أوقف العسكريون صباح يوم السبت 11 يونيو 2016 سيارة «بيك آب» لون ابيض عند حاجز الذيابية جنوب دمشق يتواجد فيها 3 أشخاص. وبعد الاشتباه بها توقفت السيارة عند جهة اليمين للتدقيق والتفتيش. وبعدما تبين أن الثلاثة يحملون اوراقاً عسكرية مزورة، سادت حالة من الإرباك، فترجل أحد الانتحاريين من السيارة لتتجه بسرعة السيارة نحو السوق. فجر الانتحاري نفسه بحزام ناسف عند الحاجز في الوقت الذي توجهت فيه السيارة باتجاه «شارع التين» حيث وقع التفجير الثاني عند بداية الشارع.
وقد فشل مخطط الانتحاريين حيث تبين أن سيارة «البيك اب» كانت بصدد التوجه إلى داخل السوق ليفجر انتحاري ثاني وثالث نفسيهما بعد قدوم سيارات الإسعاف، ما كان سيؤدي إلى استهداف العشرات من المدنيين.

### تبني العمليات
أعلن تنظيم الدولة الإسلامية (داعش) عن تبنيه المسؤولية عن التفجيرين.

### ردود الفعل

#### المحلية
- سوريا: أدان مجلس الوزراء السوري التفجيرات الانتحارية في منطقة السيدة زينب. أكد رئيس مجلس الوزراء السوري وائل الحلقي أن «هذه الأعمال الإرهابية الجبانة التي تحاول زعزعة الأمن والاستقرار في هذه المناطق ورفع معنويات العصابات الإرهابية المنهارة نتيجة الانتصارات الكبرى والنوعية والمتسارعة التي يحققها جيشنا الباسل على كل الجبهات بالتوازي مع حرب إعلامية مضللة ومكشوفة تحاول النيل من الدولة السورية بمكوناتها كافة.»

وحمل الحلقي الدول ما سمّاها بالداعمة للإرهاب مسؤولية هذه المجازر الوحشية وعلى رأسها عصابات أردوغان وقطر والسعودية مطالبا المجتمع الدولي بضرورة أن يتحمل مسؤولياته الإنسانية والأخلاقية والقانونية تجاه هذه الأعمال اللاإنسانية وأن يضع حدا للدول الداعمة والممولة للإرهاب.

#### دولية
- الأمم المتحدة: أدان الأمين العام للأمم المتحدة، بان كي مون، التفجيرين الذين وقعا يوم السبت في منطقة “السيدة زينب” جنوب العاصمة السورية في بيان أصدره المتحدث الرسمي باسمه، استيفان دوغريك حيث قال “إنني أدين التفجيرين الذين وقعا في السيدة زينب”، مؤكّدًا على ضرورة “محاسبة المسؤولين عن الهجومين”.[13]
- لبنان: استنكر تجمع العلماء المسلمين في لبنان في بيان له التفجيرات الإرهابية التي وقعت في 11 يونيو في منطقة «السيدة زينب» بريف دمشق وأسفرت عن ارتقاء عدد من الشهداء وإصابة آخرين. وقال البيان إن هذه العمليات الإرهابية إنما تعبر عن حالة الإفلاس والتخبط التي وصلت إليها التنظيمات الإرهابية جراء الهزائم المتكررة التي تمنى بها في سورية.[14]